# Geschichtserlebnisraum Lübeck

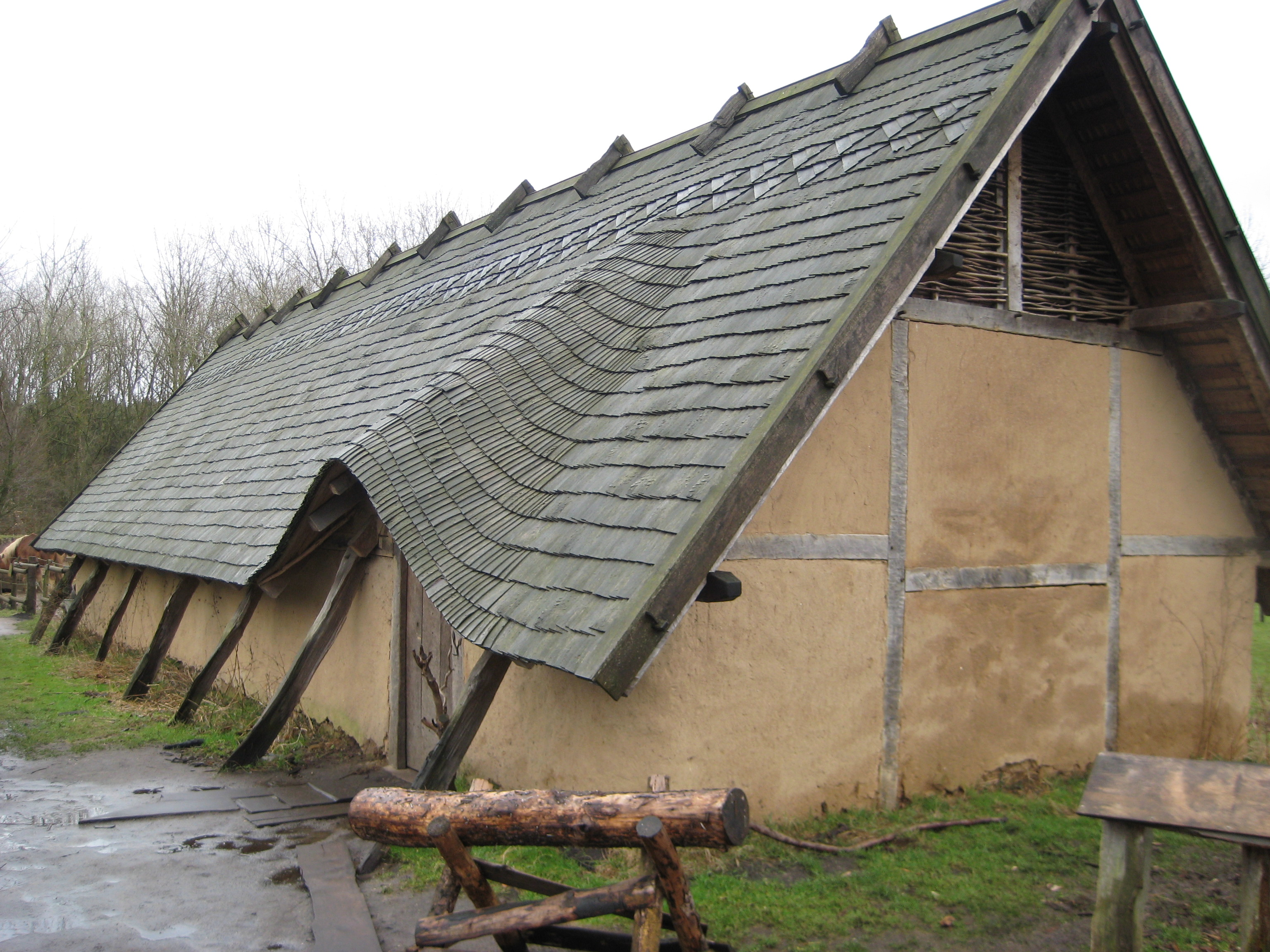
Langhaus

Der Geschichtserlebnisraum Lübeck, auch als Bauspielplatz Roter Hahn bekannt, ist ein großer Bau- und Geschichtsspielplatz im Lübecker Stadtteil Kücknitz. Betreut von Fachleuten haben Kinder dort ein kleines Wikingerdorf mit Langhäusern, Hütten, Ständen und Ställen gebaut. Die Kinder wählen selbst, was sie machen wollen. Sie können dort Baumhäuser oder Kletterburgen konstruieren, Feuer machen oder Bögen anfertigen. Ebenso können sie den Kräutergarten pflegen oder sich um die Ziegen, Schafe oder Pferde kümmern, die im Dorf frei umherlaufen.

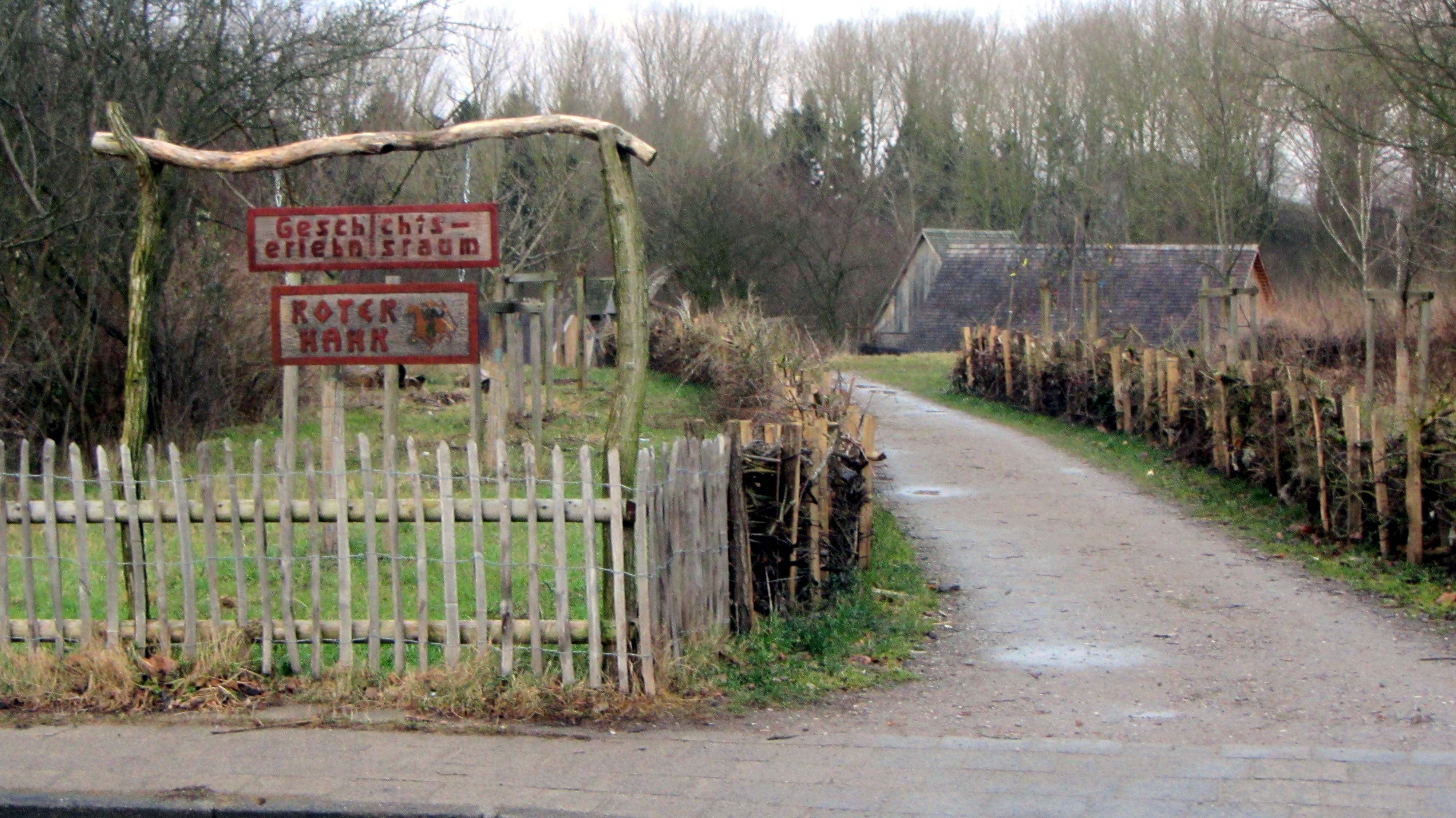
Eingang am Pommernring

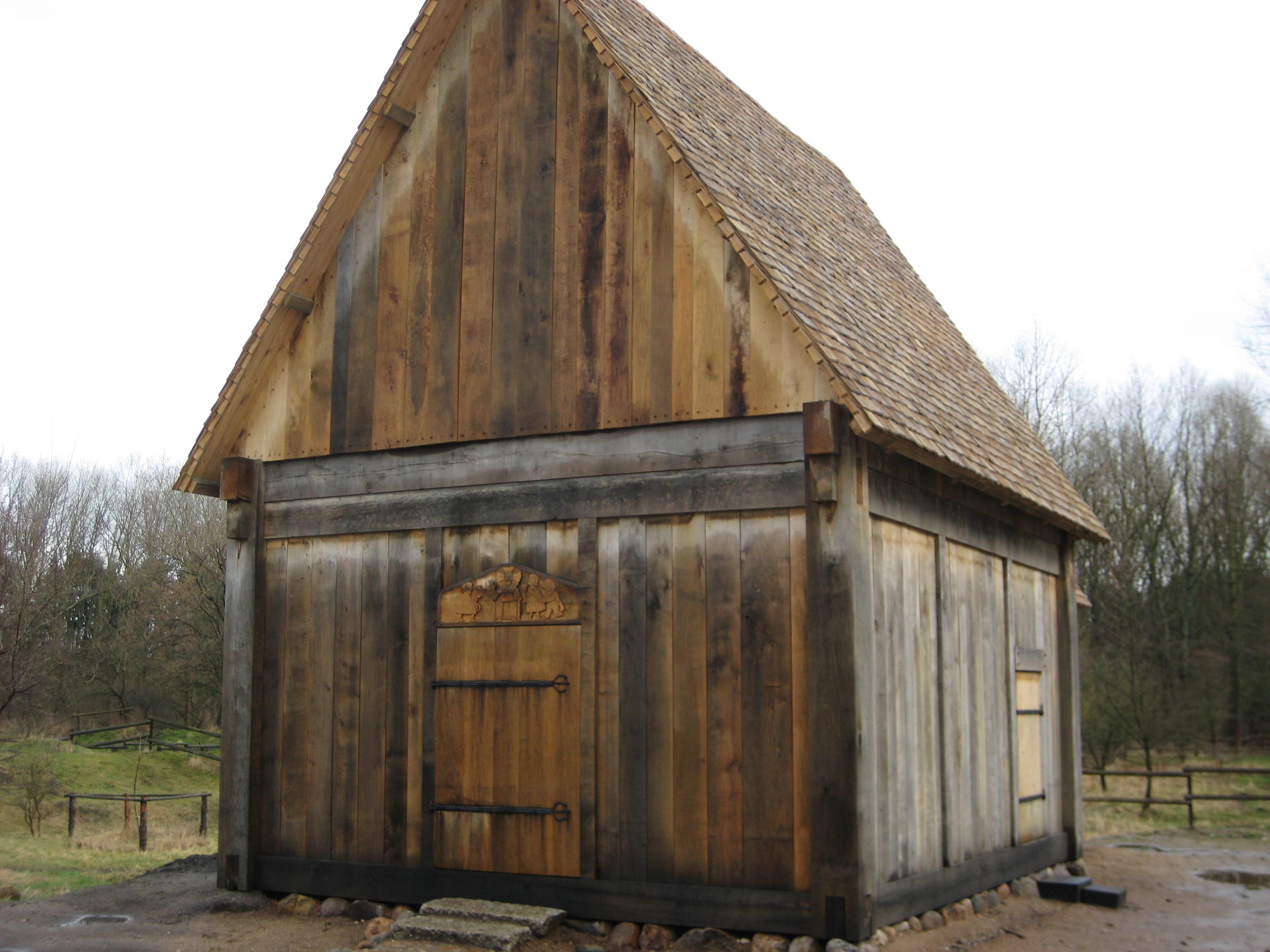
St. Nikolai

In archäologischen Kursen, wie „Technik der Steinzeit“ oder „Handwerk des Mittelalters“, lernen die Kinder, wie man schmiedet, Feuersteine bearbeitet oder einen Webstuhl oder eine Truhe konstruiert. Angeboten werden diese Kurse von dem Büro für angewandte Archäologie „AGIL“, das eng mit dem Bauspielplatz zusammenarbeitet. 
Im Mai 2007 wurde der Nachbau einer Stabkirche von 1170 aus Norwegen begonnen, mit dem ein neuer Bauabschnitt um eine mittelalterliche Klosteranlage in Angriff genommen wurde. Die Holzkirche St. Nikolai wurde am 29. Februar 2008 bei einem Gottesdienst unter Beteiligung der Lübecker Bischöfin Bärbel Wartenberg-Potter ihrer Bestimmung übergeben. 
Der Bauspielplatz soll die Kreativität und eigenverantwortliches Handeln der Kinder fördern. Ein gemeinnütziger Verein betreibt den Spielplatz inklusive der pädagogischen Betreuung. 

## Geschichte
Spielplätze dieser Art entwickelten sich seit 1949 zunächst in Dänemark. Über England und die skandinavischen Länder fanden sie 1976 ihren Weg nach Deutschland. So wurden 1976 in Berlin und 1979 in Lübeck-Buntekuh Bauspielplätze eingerichtet. Den Bauspielplatz Roter Hahn e. V. gibt es seit dem Sommer 1999. Seit 2003 wird ein wikingerzeitliches Langhaus als Umwelt- und Bildungspädagogischer Lernort mit Einbezug der Archäologie erbaut. Die Anlage wurde am 20. Dezember 2006 mit dem internationalen Preis für Erlebnispädagogik ausgezeichnet.

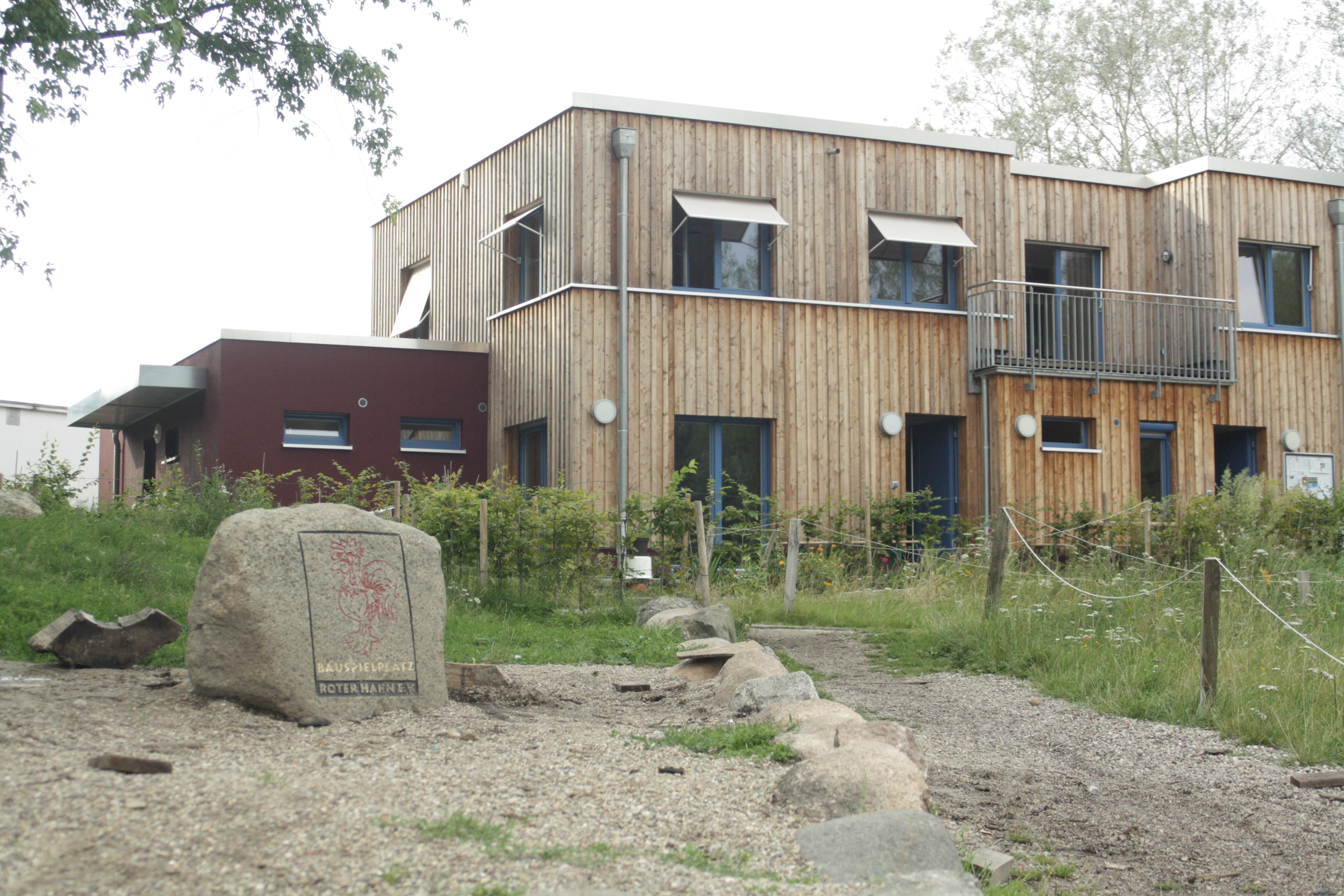
Haupthaus Bauspielplatz Roter Hahn

Seit Anfang 2013 verfügt der Bauspielplatz über ein modernes Haupthaus mit Klassenraum, Mehrzweckraum und Raum für eine Kindergartengruppe.